# Bhavania
Bhavania is een monotypisch geslacht van straalvinnige vissen uit de familie van de steenkruipers (Balitoridae).

## Soort
- Bhavania australis (Jerdon, 1849)